# Brazília a 2011-es úszó-világbajnokságon
Brazília a 2011-es úszó-világbajnokságon 65 sportolóval vett részt.

## Érmesek
|    | Nemzet   | Arany | Ezüst | Bronz | Összesen |
| 4. | Brazília | 4     | 0     | 0     | 4        |

| Érem      | Név                 | Esemény        | Versenyszám                       | Dátum      |
| --------- | ------------------- | -------------- | --------------------------------- | ---------- |
| Aranyérem | Ana Marcela Cunha   | Hosszútávúszás | Női 25 kilométeres hosszútávúszás | július 23. |
| Aranyérem | César Cielo Filho   | Úszás          | Férfi 50 méteres pillangóúszás    | július 25. |
| Aranyérem | Felipe Franca Silva | Úszás          | Férfi 50 méteres mellúszás        | július 27. |
| Aranyérem | César Cielo Filho   | Úszás          | Férfi 50 méteres gyorsúszás       | július 30. |

## Műugrás
Férfi
| Versenyző               | Esemény                        | Selejtező | Selejtező | Elődöntő          | Elődöntő          | Döntő               | Döntő               |
| Versenyző               | Esemény                        | Pont      | Helyezés  | Pont              | Helyezés          | Pont                | Helyezés            |
| ----------------------- | ------------------------------ | --------- | --------- | ----------------- | ----------------- | ------------------- | ------------------- |
| César Castro            | Férfi 3 méteres műugrás        | 388.05    | 23        | Nem jutott tovább | Nem jutott tovább | Nem jutott tovább   | Nem jutott tovább   |
| Rui Marinho             | Férfi 10 méteres toronyugrás   | 326.10    | 31        | Nem jutott tovább | Nem jutott tovább | Nem jutott tovább   | Nem jutott tovább   |
| Hugo Parisi             | Férfi 10 méteres toronyugrás   | 434.15    | 12 Q      | 414.90            | 14                | Nem jutott tovább   | Nem jutott tovább   |
| Rui Marinho Hugo Parisi | Férfi 10 méteres szinkronugrás | 347.01    | 14        |                   |                   | Nem jutottak tovább | Nem jutottak tovább |

## Hosszútávúszás
Férfi
| Versenyző       | Esemény                             | Döntő     | Döntő    |
| Versenyző       | Esemény                             | Idő       | Helyezés |
| --------------- | ----------------------------------- | --------- | -------- |
| Victor Colonese | Férfi 5 kilométeres hosszútávúszás  | 56:39.7   | 22       |
| Samuel de Bona  | Férfi 5 kilométeres hosszútávúszás  | 1:01:20.9 | 36       |
| Samuel de Bona  | Férfi 10 kilométeres hosszútávúszás | 2:02:17.2 | 44       |
| Samuel de Bona  | Férfi 25 kilométeres hosszútávúszás | 5:27:38.1 | 16       |
| Allan do Carmo  | Férfi 10 kilométeres hosszútávúszás | 2:05:42.4 | 50       |
| Allan do Carmo  | Férfi 25 kilométeres hosszútávúszás | 5:11:32.2 | 6        |

Női
| Versenyző         | Esemény                           | Döntő     | Döntő     |
| Versenyző         | Esemény                           | Idő       | Helyezés  |
| ----------------- | --------------------------------- | --------- | --------- |
| Poliana Okimoto   | Női 5 kilométeres hosszútávúszás  | 1:00:48.3 | 11        |
| Poliana Okimoto   | Női 10 kilométeres hosszútávúszás | 2:02:13.6 | 6         |
| Ana Marcela Cunha | Női 5 kilométeres hosszútávúszás  | 1:00:46.7 | 7         |
| Ana Marcela Cunha | Női 10 kilométeres hosszútávúszás | 2:02:22.2 | 11        |
| Ana Marcela Cunha | Női 25 kilométeres hosszútávúszás | 5:29:22.9 | Aranyérem |

## Úszás
Férfi
| Versenyző(k)                                                     | Esemény                            | Selejtező | Selejtező | Elődöntő          | Elődöntő          | Döntő               | Döntő               |
| Versenyző(k)                                                     | Esemény                            | Idő       | Helyezés  | Idő               | Helyezés          | Idő                 | Helyezés            |
| ---------------------------------------------------------------- | ---------------------------------- | --------- | --------- | ----------------- | ----------------- | ------------------- | ------------------- |
| Bruno Fratus                                                     | Férfi 50 méteres gyorsúszás        | 22.26     | 13 Q      | 21.76             | 1 Q               | 21.96               | 5                   |
| Bruno Fratus                                                     | Férfi 100 méteres gyorsúszás       | 49.23     | 24        | Nem jutott tovább | Nem jutott tovább | Nem jutott tovább   | Nem jutott tovább   |
| César Cielo Filho                                                | Férfi 50 méteres gyorsúszás        | 22.03     | 1 Q       | 21.79             | 2 Q               | 21.52               | Aranyérem           |
| César Cielo Filho                                                | Férfi 100 méteres gyorsúszás       | 48.41     | 4 Q       | 48.34             | 5 Q               | 48.01               | 4                   |
| César Cielo Filho                                                | Férfi 50 méteres pillangóúszás     | 23.26     | 1 Q       | 23.19             | 1 Q               | 23.10               | Aranyérem           |
| Nicolas Oliveira                                                 | Férfi 200 méteres gyorsúszás       | 1:48.33   | 15 Q      | 1:48.18           | 13                | Nem jutott tovább   | Nem jutott tovább   |
| Guilherme Guido                                                  | Férfi 50 méteres hátúszás          | 25.58     | 19        | Nem jutott tovább | Nem jutott tovább | Nem jutott tovább   | Nem jutott tovább   |
| Guilherme Guido                                                  | Férfi 100 méteres hátúszás         | 54.93     | 27        | Nem jutott tovább | Nem jutott tovább | Nem jutott tovább   | Nem jutott tovább   |
| Thiago Pereira                                                   | Férfi 50 méteres hátúszás          | 54.47     | 18        | Nem jutott tovább | Nem jutott tovább | Nem jutott tovább   | Nem jutott tovább   |
| Thiago Pereira                                                   | Férfi 200 méteres vegyesúszás      | 1:57.82   | 1 Q       | 1:58.27           | 5 Q               | 1:59.00             | 6                   |
| Thiago Pereira                                                   | Férfi 400 méteres vegyesúszás      | DNF       | DNF       | DNF               | DNF               | DNF                 | DNF                 |
| Leonardo de Deus                                                 | Férfi 200 méteres hátúszás         | 1:58.29   | 13        | 1:59.77           | 15                | Nem jutott tovább   | Nem jutott tovább   |
| Leonardo de Deus                                                 | Férfi 200 méteres pillangóúszás    | 1:55.55   | 2 Q       | 1:57.58           | 13                | Nem jutott tovább   | Nem jutott tovább   |
| Felipe França Silva                                              | Férfi 50 méteres mellúszás         | 27.19     | 1 Q       | 26.95             | 2 Q               | 27.01               | Aranyérem           |
| Felipe França Silva                                              | Férfi 100 méteres mellúszás        | 1:00.01   | 4 Q       | 1:00.73           | 14                | Nem jutott tovább   | Nem jutott tovább   |
| Felipe Lima                                                      | Férfi 100 méteres mellúszás        | 1:01.37   | 24        | Nem jutott tovább | Nem jutott tovább | Nem jutott tovább   | Nem jutott tovább   |
| Kaio de Almeida                                                  | Férfi 100 méteres pillangóúszás    | 53.20     | 25        | Nem jutott tovább | Nem jutott tovább | Nem jutott tovább   | Nem jutott tovább   |
| Kaio de Almeida                                                  | Férfi 200 méteres pillangóúszás    | 1:56.92   | 14 Q      | 1:56.06           | 10                | Nem jutott tovább   | Nem jutott tovább   |
| Henrique Rodrigues                                               | Férfi 200 méteres vegyesúszás      | 1:59.54   | 10 Q      | 2:00.04           | 14                | Nem jutott tovább   | Nem jutott tovább   |
| Bruno Fratus Nicolas Oliveira Marcos Macedo Marcelo Chierighini  | Férfi 4 × 200 méteres gyorsváltó   | 3:16.28   | 9         |                   |                   | Nem jutottak tovább | Nem jutottak tovább |
| Nicolas Oliveira André Schultz Rodrigo Castro João de Lucca      | Férfi 4 × 200 méteres gyorsváltó   | 7:18.44   | 14        |                   |                   | Nem jutottak tovább | Nem jutottak tovább |
| Guilherme Guido Felipe França Silva Kaio de Almeida Bruno Fratus | Férfi 4 × 100 méteres vegyes váltó | 3:36.99   | 14        |                   |                   | Nem jutottak tovább | Nem jutottak tovább |

Női
| Versenyző(k)                                                             | Esemény                          | Selejtező | Selejtező | Elődöntő          | Elődöntő          | Döntő               | Döntő               |
| Versenyző(k)                                                             | Esemény                          | Idő       | Helyezés  | Idő               | Helyezés          | Idő                 | Helyezés            |
| ------------------------------------------------------------------------ | -------------------------------- | --------- | --------- | ----------------- | ----------------- | ------------------- | ------------------- |
| Flavia Delaroli                                                          | Női 50 méteres gyorsúszás        | 25.47     | 18        | Nem jutott tovább | Nem jutott tovább | Nem jutott tovább   | Nem jutott tovább   |
| Tatiana Lemos Barbosa                                                    | Női 100 méteres gyorsúszás       | 55.55     | 25        | Nem jutott tovább | Nem jutott tovább | Nem jutott tovább   | Nem jutott tovább   |
| Etiene Medeiros                                                          | Női 50 méteres hátúszás          | 29.16     | 25        | Nem jutott tovább | Nem jutott tovább | Nem jutott tovább   | Nem jutott tovább   |
| Etiene Medeiros                                                          | Női 100 méteres hátúszás         | 1:05.18   | 43        | Nem jutott tovább | Nem jutott tovább | Nem jutott tovább   | Nem jutott tovább   |
| Carolina Mussi                                                           | Női 100 méteres mellúszás        | 1:13.66   | 36        | Nem jutott tovább | Nem jutott tovább | Nem jutott tovább   | Nem jutott tovább   |
| Daynara de Paula                                                         | Női 50 méteres pillangóúszás     | 26.60     | 14 Q      | 26.39             | 10                | Nem jutott tovább   | Nem jutott tovább   |
| Daynara de Paula                                                         | Női 100 méteres pillangóúszás    | 59.24     | 21        | Nem jutott tovább | Nem jutott tovább | Nem jutott tovább   | Nem jutott tovább   |
| Tatiana Lemos Barbosa Daynara de Paula Flavia Delaroli Michelle Lenhardt | Női 4 × 100 méteres gyorsváltó   | 3:44.62   | 13        |                   |                   | Nem jutottak tovább | Nem jutottak tovább |
| Etiene Medeiros Carolina Mussi Daynara de Paula Tatiana Lemos Barbosa    | Női 4 × 100 méteres vegyes váltó | 4:14.52   | 17        |                   |                   | Nem jutottak tovább | Nem jutottak tovább |

## Szinkronúszás
Női
| Versenyző | Esemény               | Selejtező | Selejtező | Döntő             | Döntő             |
| Versenyző | Esemény               | Pont      | Helyezés  | Pont              | Helyezés          |
| --- | --------------------- | --------- | --------- | ----------------- | ----------------- |
| Giovana Stephan | Egyéni rövid program  | 82.900    | 15        | Nem jutott tovább | Nem jutott tovább |
| Giovana Stephan | Egyéni szabad program | 84.390    | 14        | Nem jutott tovább | Nem jutott tovább |
| Nayara Figueira Lara Teixeira                                                                                                 | Páros rövid program   | 87.400    | 12 Q      | 86.000            | 12                |
| Nayara Figueira Lara Teixeira                                                                                                 | Páros szabad program  | 86.520    | 12 Q      | 85.770            | 12                |
| Maria Bruno Maria Eduarda Pereira Nayara Figueira Michelle Frota Lorena Molinos Pamela Nogueira Giovana Stephan Lara Teixeira | Csapat rövid program  | 86.200    | 11 Q      | 85.600            | 12                |
| Maria Bruno Joseana Costa Nayara Figueira Michelle Frota Lorena Molinos Pamela Nogueira Giovana Stephan Lara Teixeira         | Csapat szabad program | 85.770    | 11 Q      | 85.160            | 12                |

Tartalék
- Jessica Goncalves

## Vízilabda

### Férfi
Csapattagok
- Marcelo Chagas
- Emilio Vieira
- Henrique Miranda
- Bernardo Gomes
- Marcelo Franco
- Gustavo Guimaraes
- Jonas Crivella
- Felipe Silva – Kapitány
- Bernardo Rocha
- Joao Felipe Coelho
- Danilo Correa
- Vinicius Antonelli

#### C csoport
| Csapat       | M | Gy | D | V | G+ | G– | Gk  | P |
| ------------ | - | -- | - | - | -- | -- | --- | - |
| Horvátország | 3 | 3  | 0 | 0 | 43 | 16 | +27 | 6 |
| Kanada       | 3 | 2  | 0 | 1 | 28 | 25 | +3  | 4 |
| Japán        | 3 | 1  | 0 | 2 | 25 | 40 | –15 | 2 |
| Brazília     | 3 | 0  | 0 | 3 | 25 | 40 | –15 | 0 |

| 2011. július 18. 13:30 | Brazília             | 5 – 14      | Horvátország | Sanghaj Nézőszám: 250 Játékvezetők: Gonzalez (PUR), Cirić (SRB) |
| 2011. július 18. 13:30 | (0–5, 1–3, 3–4, 1–2) |             |              | Sanghaj Nézőszám: 250 Játékvezetők: Gonzalez (PUR), Cirić (SRB) |
| 2011. július 18. 13:30 | Crivella 2           | Jegyzőkönyv | Bošković 4   | Sanghaj Nézőszám: 250 Játékvezetők: Gonzalez (PUR), Cirić (SRB) |

| 2011. július 20. 12:10 | Brazília             | 11 – 13     | Japán     | Sanghaj Nézőszám: 500 Játékvezetők: Brgulian (MNE), Ni Shi (CHN) |
| 2011. július 20. 12:10 | (4–2, 2–4, 1–3, 4–4) |             |           | Sanghaj Nézőszám: 500 Játékvezetők: Brgulian (MNE), Ni Shi (CHN) |
| 2011. július 20. 12:10 | Silva, Franco 3      | Jegyzőkönyv | Shimizu 4 | Sanghaj Nézőszám: 500 Játékvezetők: Brgulian (MNE), Ni Shi (CHN) |

| 2011. július 22. 09:30 | Brazília             | 9 – 13      | Kanada   | Sanghaj Nézőszám: 400 Játékvezetők: Brgulian (MNE), Flahive (AUS) |
| 2011. július 22. 09:30 | (1–2, 1–4, 3–4, 4–3) |             |          | Sanghaj Nézőszám: 400 Játékvezetők: Brgulian (MNE), Flahive (AUS) |
| 2011. július 22. 09:30 | Guimaraes 3          | Jegyzőkönyv | Diggle 5 | Sanghaj Nézőszám: 400 Játékvezetők: Brgulian (MNE), Flahive (AUS) |

#### A 13–16. helyért
| 26. mérkőzés 2011. július 24. 10:50 | Brazília             | 7 – 4       | Dél-Afrika | Sanghaj Nézőszám: 700 Játékvezetők: Juhász (HUN), Rustamova (UZB) |
| 26. mérkőzés 2011. július 24. 10:50 | (4–0, 0–1, 1–2, 2–1) |             |            | Sanghaj Nézőszám: 700 Játékvezetők: Juhász (HUN), Rustamova (UZB) |
| 26. mérkőzés 2011. július 24. 10:50 | Franco 2             | Jegyzőkönyv | Manson 2   | Sanghaj Nézőszám: 700 Játékvezetők: Juhász (HUN), Rustamova (UZB) |

#### A 13. helyért
| 32. mérkőzés 2011. július 26. 10:00 | Kazahsztán           | 9 – 7       | Brazília | Sanghaj Nézőszám: 250 Játékvezetők: Pinker (RSA), Makita (JPN) |
| 32. mérkőzés 2011. július 26. 10:00 | (3–0, 1–3, 2–2, 3–2) |             |          | Sanghaj Nézőszám: 250 Játékvezetők: Pinker (RSA), Makita (JPN) |
| 32. mérkőzés 2011. július 26. 10:00 | Zsiljajev 3          | Jegyzőkönyv | Silva 2  | Sanghaj Nézőszám: 250 Játékvezetők: Pinker (RSA), Makita (JPN) |

### Női
Csapattagok
- Tess Flore Helene Oliveira
- Cecilia Canetti
- Izabella Maizza Chiappini
- Marina Canetti
- Marina Aranha Zablith
- Gabriela Leme Gozani
- Cristina de Camargo Beer – Kapitány
- Luiza Avila Carvalho
- Fernanda Palma Lissoni
- Mirella de Coutinho
- Ruda Franco
- Maria Barbara Kernebeis Amaro
- Gabriela Mantellato Dias
- Manuela Canetti

#### C csoport
| Csapat        | M | Gy | D | V | G+ | G– | Gk  | P |
| ------------- | - | -- | - | - | -- | -- | --- | - |
| Görögország   | 3 | 3  | 0 | 0 | 27 | 22 | +5  | 6 |
| Oroszország   | 3 | 2  | 0 | 1 | 38 | 18 | +20 | 4 |
| Spanyolország | 3 | 1  | 0 | 2 | 29 | 32 | –3  | 2 |
| Brazília      | 3 | 0  | 0 | 3 | 16 | 38 | –22 | 0 |

| 2011. július 17. 15:00 | Brazília             | 4 – 15      | Oroszország | Sanghaj Nézőszám: 600 Játékvezetők: Flahive (AUS), Koryzna (POL) |
| 2011. július 17. 15:00 | (1–6, 1–2, 2–2, 0–5) |             |             | Sanghaj Nézőszám: 600 Játékvezetők: Flahive (AUS), Koryzna (POL) |
| 2011. július 17. 15:00 | négy játékos 1       | Jegyzőkönyv | Beljajeva 4 | Sanghaj Nézőszám: 600 Játékvezetők: Flahive (AUS), Koryzna (POL) |

| 2011. július 19. 13:30 | Brazília             | 8 – 11      | Görögország    | Sanghaj Nézőszám: 200 Játékvezetők: Juhász (HUN), Rotsart (USA) |
| 2011. július 19. 13:30 | (2–3, 3–2, 1–3, 2–3) |             |                | Sanghaj Nézőszám: 200 Játékvezetők: Juhász (HUN), Rotsart (USA) |
| 2011. július 19. 13:30 | nyolc játékos 1      | Jegyzőkönyv | négy játékos 2 | Sanghaj Nézőszám: 200 Játékvezetők: Juhász (HUN), Rotsart (USA) |

| 2011. július 21. 09:30 | Brazília             | 4 – 12      | Spanyolország | Sanghaj Nézőszám: 450 Játékvezetők: Rustamova (UZB), Margeta Boris (SLO) |
| 2011. július 21. 09:30 | (0–3, 2–4, 0–3, 2–2) |             |               | Sanghaj Nézőszám: 450 Játékvezetők: Rustamova (UZB), Margeta Boris (SLO) |
| 2011. július 21. 09:30 | Carvalho 2           | Jegyzőkönyv | Gil Sorli 5   | Sanghaj Nézőszám: 450 Játékvezetők: Rustamova (UZB), Margeta Boris (SLO) |

#### A 13–16. helyért
| 26. mérkőzés 2011. július 23. 10:50 | Brazília             | 10 – 9      | Dél-Afrika | Sanghaj Nézőszám: 550 Játékvezetők: Alexandrescu (ROU), Wengenroth (SUI) |
| 26. mérkőzés 2011. július 23. 10:50 | (3–2, 3–1, 2–2, 2–4) |             |            | Sanghaj Nézőszám: 550 Játékvezetők: Alexandrescu (ROU), Wengenroth (SUI) |
| 26. mérkőzés 2011. július 23. 10:50 | Canetti, Carvalho 2  | Jegyzőkönyv | Harris 4   | Sanghaj Nézőszám: 550 Játékvezetők: Alexandrescu (ROU), Wengenroth (SUI) |

#### A 13. helyért
| 32. mérkőzés 2011. július 25. 10:00 | Kazahsztán              | 9 – 5       | Brazília            | Sanghaj Nézőszám: 250 Játékvezetők: Flahive (AUS), Reemnet (NED) |
| 32. mérkőzés 2011. július 25. 10:00 | (2–1, 2–2, 2–0, 3–2)    |             |                     | Sanghaj Nézőszám: 250 Játékvezetők: Flahive (AUS), Reemnet (NED) |
| 32. mérkőzés 2011. július 25. 10:00 | Vasziljeva, Csebotova 3 | Jegyzőkönyv | Zablith, Coutinho 2 | Sanghaj Nézőszám: 250 Játékvezetők: Flahive (AUS), Reemnet (NED) |